# Timofei Andrejewitsch Smelowski
Timofei Andrejewitsch Smelowski auch Timotheus Smielowsky oder Smelowsky (russisch Тимофей Андреевич Смеловский) (* 20. Junijul. / 1. Juli 1771greg.; † 9. Oktoberjul. / 21. Oktober 1815greg. in St. Petersburg) war ein russischer Botaniker, Pharmakologe und Hochschullehrer.

## Leben
Smelowski stammte aus der Familie eines Priesters in der Nähe von Kiew. Smelowski absolvierte zusammen mit seinem Bruder Iwan das Geistliche Seminar Charkow. 1788 ging Smelowski nach St. Petersburg und begann das Studium an der St. Petersburger Generalhospitalschule. 1789 wurde er zum Unterarzt ernannt und 1790 ins Smolensker Dragonerregiment abgeordnet. 1793 wurde er zum Weiterstudium zur Hospitalschule zurückgeschickt. Nach dem Abschluss 1795 blieb er dort zu weiteren Studien.
1796 wurde Smelowski auf Vorschlag des Professors für Chemie Wassili Michailowitsch Sewergin der St. Petersburger Medizin-Chirurgie-Schule Adjunkt-Professor für Chemie und Botanik an dieser Schule, die 1798 die Medizinisch-Chirurgische Akademie wurde. Im Januar 1799 wurde er für die vorgeschlagenen Quarantäne-Maßnahmen zum Stabsarzt befördert. Im Zuge der Bestätigung der Professoren und Adjunkt-Professoren in der neuen Akademie in ihren Ämtern 1799 wurde Smelowski Adjunkt-Professor für Botanik und Chemie und vertrat häufig Sewergin. Nach dem Tod des Professors Karl Johann Christian  Ringebroig (* 4. Oktober 1754 in der Grafschaft Mark; † 11. Novemberjul. / 23. November 1802greg. in St. Petersburg) übernahm Smelowski dessen Amt. und wurde zum außerordentlichen Professor am Lehrstuhl für Botanik, Chemie und Materia medica gewählt. Außer Medizin-Vorlesungen hielt er Chemie-Vorlesungen für Sewergin und Botanik-Vorlesungen für Grigori Fjodorowitsch Sobolewski. Erst 1803 erhielt Smelowski einen Chemie-Laboranten zur Unterstützung. Er vertrat Sewergin bis Ende 1804, als der Chemie-Lehrstuhl Alexander Nicolaus Scherer übertragen wurde.
Nach der Ernennung Johann Peter Franks zum Rektor der Akademie 1806 wurden die ersten Kliniken eröffnet. Smelowski erhielt den Auftrag, eine wissenschaftlich strukturierte Apotheke aufzubauen und eine Liste der für die Kliniken benötigten Medikamente zu erstellen. Bei der Neuorganisation der Akademie 1808 wurde Smelowski Professor für Pharmazie. Sein Assistent war Alexander Petrowitsch Neljubin. Im August 1809 wurde er in das Gouvernement Twer geschickt, um die dortigen Mineralwässer zu untersuchen. Nach seiner Rückkehr erstellte er einen ausführlichen Bericht. Im September 1809 wurde ihm von der Akademiekonferenz der Titel Doktor der Medizin und Chirurgie honoris causa verliehen. 1810 diskutierte er im Medizinischen Rat zusammen mit Johann-Peter Friedrich Busch und Semjon Fjodorowitsch Gajewski das Problem der Ersetzung ausländischer Arzneimittel durch russische Produkte. Im selben Jahr übernahm er wieder die Botanik-Vorlesung. 1811 erstellte er einen Katalog der Pflanzen des ihm übertragenen Botanischen Gartens. Im Oktober 1814 erhielt er den Akademiker-Titel.
Smelowski hatte keine Familie und keine Verwandten. Nach seinem plötzlichen Tod fiel sein Besitz an die Akademie. Der Botanische Garten wurde mangels finanzieller Mittel für den Unterhalt verkauft.
Smelowski hatte einen großen Einfluss auf die Entwicklung der Botanik und der botanischen Terminologie in Russland durch seine Übersetzung der Philosophia botanica Carl von Linnés (1800) und seine kritische Betrachtung des Linnéschen Systems für das Pflanzenreich (1808).
1831 benannte Carl Anton von Meyer die Kreuzblütler-Art Smelowskia C.A.Mey. nach Smelowski.